# Nouakchott (district)
Nouakchott is het hoofdstedelijke district van Mauritanië en ligt aan de westkust van het land. Het district telde anno 2005 bijna 560.000 inwoners en heeft een oppervlakte van 1000 vierkante kilometer. De hoofdstad van Mauritanië, Nouakchott, doet tevens dienst als hoofdstad van dit gelijknamige district.

## Grenzen
Het district Nouakchott heeft één zeegrens:
- Met de Atlantische Oceaan in het westen.

Verder wordt het district geheel omsloten door één regio van het land:
- Trarza.

## Districten
Het district is onderverdeeld in negen departementen:
- Arafat
- Dar Naïm
- El Mina
- Ksar
- Raid

- Sebkha
- Tevragh-Zeïn
- Teyarett
- Toujounine

Adrar · Assaba · Brakna · Dakhlet Nouadhibou · Gorgol · Guidimakha · Hodh Ech Chargui · Inchiri · Nouakchott · Tagant · Tiris Zemmour · Trarza · Nouakchott (district)